# 반혼단
반혼단(反魂丹)은 알약의 일종으로, 복통 등에 잘 낫는다고 알려져 있다.

## 어원
'반혼(反魂)'이란 '죽은 자의 영혼을 돌이킨다', 즉 죽은 자를 소생시킨다는 의미이며, 중국에서는 그러한 영약을 '반혼단'이라 불렀다.